# Assassinato de Anas Al-Sharif
Em 10 de agosto de 2025, Anas Al-Sharif, jornalista palestino da Al Jazeera, foi assassinado em um ataque aéreo israelense a uma tenda da mídia do lado de fora do Hospital Al-Shifa, na Cidade de Gaza. O ataque também matou quatro de seus colegas – Mohammed Qreiqeh, Ibrahim Zaher, Mohammed Noufal e Moamen Aliwa – além de outras duas pessoas, incluindo o sobrinho de Al-Sharif. O ataque foi amplamente condenado pela Al Jazeera, organizações de liberdade de imprensa e autoridades palestinas como um ataque deliberado a jornalistas, enquanto as Forças de Defesa de Israel (IDF) alegaram que Al-Sharif era um agente do Hamas –  uma alegação rejeitada pela Al Jazeera e pelo Comitê para a Proteção dos Jornalistas. O assassinato ocorreu no meio da guerra em curso em Gaza e foi descrito como parte de um padrão mais amplo de violência contra jornalistas em Gaza.

## Antecedentes

### Guerra de Gaza
O contexto mais amplo do ataque foi a campanha militar de Israel em Gaza, lançada em resposta aos ataques de 7 de outubro, que mataram aproximadamente 1.200 pessoas e fizeram mais de 200 reféns. Em agosto de 2025, a guerra havia resultado em mais de 71.000 mortes de palestinos, destruição generalizada e uma crise humanitária, incluindo condições de fome em partes de Gaza.
Os jornalistas em Gaza enfrentam riscos extremos, com o CPJ afirmando que Israel foi responsável por quase 70% dos jornalistas mortos globalmente em 2024, enquanto a Repórteres Sem Fronteiras (RSF) relatou mais de 200 mortes de jornalistas em Gaza desde outubro de 2023. O ataque a jornalistas, combinado com as restrições de Israel ao acesso da mídia estrangeira a Gaza, teria criado um "apagão de informações" em partes do território. De acordo com +972 Magazine, criaram uma "célula de legitimação" após 7 de outubro de 2023, cujo objetivo era encontrar ligações entre jornalistas palestinos e o Hamas para justificar os ataques contra eles.
Um artigo da Watson Institute for International and Public Affairs destacou que a guerra de Gaza "matou mais jornalistas do que a Guerra Civil dos EUA, as Primeira e Segunda Guerras Mundiais, a Guerra da Coreia, a Guerra do Vietnã (incluindo os conflitos no Camboja e no Laos), as guerras na Jugoslávia nas décadas de 1990 e 2000, e a guerra pós-11 de Setembro no Afeganistão, combinadas".
Em 1º de abril de 2024, o parlamento israelense aprovou uma lei que encerraria as transmissões da Al Jazeera em Israel. O primeiro-ministro Benjamin Netanyahu acusou a emissora de "participar ativamente do massacre de 7 de outubro e incitar contra os soldados das Forças de Defesa de Israel". As autoridades israelenses também citaram as supostas ligações da Al Jazeera com o Hamas. O governo israelense emitiu uma ordem temporária para encerrar as operações da Al Jazeera em maio de 2024, alegando que ela havia prejudicado os "interesses nacionais". A proibição foi prorrogada em junho de 2024, com o Tribunal Distrital de Tel Aviv-Jaffa alegando uma "conexão direta e causal" entre aqueles que realizaram "ataques terroristas" em Israel e seu consumo de conteúdo da Al Jazeera. Também reafirmou uma suposta "conexão estreita" entre a emissora e o Hamas.

### Anas Al-Sharif
Anas Al-Sharif, nascido no campo de refugiados de Jabalia, na Faixa de Gaza, foi um conhecido correspondente da Al Jazeera Arabic, famoso por suas reportagens no local durante a guerra entre Israel e o Hamas, que começou após os ataques de 7 de outubro. Sua cobertura incluiu entrevistas com moradores afetados pelo conflito e filmagens das consequências dos ataques aéreos israelenses, o que lhe rendeu um número significativo de seguidores, com mais de 500.000 seguidores em sua conta no X. Al-Sharif fez parte de uma equipe de fotografia da Reuters que ganhou o Prêmio Pulitzer de Furo de Reportagem de 2024 por sua cobertura da guerra.
Em 23 de outubro de 2024, as Forças de Defesa de Israel (IDF) divulgaram documentos nomeando Al-Sharif entre seis jornalistas da Al Jazeera que, segundo elas, eram agentes do Hamas e da Jihad Islâmica Palestina. As IDF alegaram que Al-Sharif era líder de um esquadrão de lançamento de foguetes e membro de uma companhia da força Nukhba no Batalhão de Jabalia Oriental do Hamas. A Al Jazeera rejeitou os relatórios como "acusações fabricadas". O The Guardian descreve o relatório como "um dossiê pouco convincente de evidências não verificadas" e disse que as IDF não explicaram como Al-Sharif era capaz de ser simultaneamente comandante militar e locutor regular.
Antes de sua morte, Al-Sharif havia enfrentado ameaças das autoridades israelenses. Em julho de 2025, o Comitê para a Proteção dos Jornalistas (CPJ) e a Relatora Especial da ONU, Irene Khan, manifestaram preocupação com sua segurança, citando uma campanha de difamação do exército israelense que o acusava de ser um combatente do Hamas. Essas alegações, que Al-Sharif e a Al Jazeera rejeitaram como infundadas, foram vistas por grupos de defesa da liberdade de imprensa como uma tentativa de justificar ataques contra ele. Em dezembro de 2023, um ataque aéreo israelense matou seu pai, Jamal Al-Sharif, na casa da família em Jabalia, depois que Al-Sharif recebeu ameaças de oficiais israelenses para que cessasse sua cobertura.
De acordo com seu irmão Mohamed, Al-Sharif recebeu uma oferta para sair de Gaza com segurança, junto com sua esposa, filhos e família, caso concordasse em parar de fazer reportagens, mas ele recusou. Em uma entrevista em vídeo publicada em agosto de 2025, Mohamed descreveu a oferta, feita quatro dias antes da morte de Al-Sharif, como a última que ele havia recebido. Apesar de estar ciente da iminente invasão israelense em grande escala da cidade de Gaza, Al-Sharif optou por permanecer, afirmando que não iria embora enquanto outras pessoas em Gaza continuassem sofrendo.

## Ataque aéreo
Em 10 de agosto de 2025, um míssil israelense atingiu deliberadamente uma tenda destinada a jornalistas perto do portão principal do Hospital Al-Shifa, em Gaza, onde Al-Sharif e seus colegas estavam abrigados. O ataque matou sete pessoas, incluindo Al-Sharif; o correspondente da Al Jazeera Mohammed Qreiqeh; e os cinegrafistas da Al Jazeera Ibrahim Zaher, Mohammed Noufal e Moamen Aliwa. O sobrinho de Al-Sharif, que estudava jornalismo, também estava entre as vítimas. O ataque danificou parte do pronto-socorro do hospital. Al-Sharif havia postado nas redes sociais minutos antes de sua morte, relatando o intenso bombardeio israelense na Cidade de Gaza. Wadi Abu al-Saud, um jornalista palestino que estava perto da tenda no momento do ataque aéreo, disse que ele ocorreu às 23h22.
Mais tarde, as IDF confirmaram o ataque, descrevendo Al-Sharif como um "terrorista" do Hamas que "se fazia passar por jornalista da rede Al Jazeera". As IDF reiteraram as suas alegações de que Al-Sharif era um líder de uma célula do Hamas responsável pelo lançamento de foguetes. As IDF não apresentaram qualquer justificação para a morte dos outros jornalistas da Al Jazeera. Jodie Ginsberg, CEO do CPJ, contestou a acusação e as provas das IDF, afirmando: "O direito internacional é muito claro neste ponto: os únicos indivíduos que são alvos legítimos durante uma guerra são os combatentes ativos. Ter trabalhado como assessor de comunicação social para o Hamas, ou mesmo para o Hamas atualmente, não faz de alguém um combatente ativo." A rápida reivindicação de responsabilidade pelas Forças de Defesa de Israel foi incomum, pois normalmente elas atrasam ou evitam reconhecer ataques que matam jornalistas.

## Reações

### Organizações de mídia e liberdade de imprensa
A Al Jazeera Media Network condenou o ataque como um "assassinato premeditado" e "mais um ataque flagrante e premeditado à liberdade de imprensa", bservando que Al-Sharif e seus colegas estavam entre os poucos jornalistas que ainda estavam a reportar a partir de Gaza. A rede do Catar acusou Israel de tentar suprimir a cobertura de suas ações militares. O editor-chefe da Al Jazeera, Mohamed Mawad, disse que o assassinato de Al-Sharif seguiu um padrão de "degradação, deslegitimação, difamação e, em seguida, assassinato" que havia sido praticado contra outros jornalistas palestinos.
O Sindicato dos Jornalistas Palestinos descreveu o incidente como um "crime sangrento", e o Hamas sugeriu que ele sinalizava uma invasão israelense iminente à cidade de Gaza. Organizações de liberdade de imprensa, incluindo o CPJ, a RSF e Federação Internacional de Jornalistas, reiteraram que jornalistas são civis perante o direito internacional e não devem ser alvos de ataques. De acordo com Sara Qudah, do CPJ, "o padrão de Israel de rotular jornalistas como militantes sem fornecer evidências confiáveis levanta sérias questões sobre sua intenção e respeito pela liberdade de imprensa".  A RSF divulgou uma declaração condenando os assassinatos, afirmando que os assassinatos seletivos de jornalistas por Israel "sob o pretexto de acusações de terrorismo" foram "concebidos para ocultar os crimes cometidos pelo seu exército" e apelando a uma reunião de emergência do Conselho de Segurança das Nações Unidas para abordar a questão.

### Respostas políticas e diplomáticas

#### Palestina
A missão palestina nas Nações Unidas acusou Israel de "assassinar deliberadamente" al-Sharif e Qreiqeh, descrevendo-os como alguns dos "últimos jornalistas restantes" em Gaza. O Hamas disse que foi "um crime bárbaro que ultrapassa todos os limites do fascismo e da criminalidade", descrevendo Al-Sharif como um "mártir" e "um modelo de jornalista livre, documentando o crime da fome e mostrando ao mundo as cenas de fome impostas pela ocupação ao nosso povo em Gaza". A Jihad Islâmica Palestina condenou o assassinato de Al-Sharif como um "crime de guerra hediondo cometido pela entidade usurpadora à vista de todo o mundo" e alertou que Israel está preparando o caminho para a próxima fase de seu ataque, "visando jornalistas que expõem seus crimes e massacres ao mundo". A Frente Popular para a Libertação da Palestina afirmou que o assassinato dos jornalistas serve como "um indicador perigoso da intenção da ocupação de cometer as atrocidades mais hediondas em Gaza".

#### Outros
- Irão: O porta-voz do Ministério das Relações Exteriores, Esmaeil Baghaei Hamaneh, pediu ao mundo que "cobrasse reponsabilidade [de Israel]" após o assassinato dos cinco funcionários da Al Jazeera.[29]
- Catar: O primeiro-ministro e ministro das Relações Exteriores, Sheikh Mohammed bin Abdulrahman bin Jassim Al Thani, escreveu nas redes sociais que "os ataques deliberados contra jornalistas por Israel na Faixa de Gaza revelam como esses crimes estão além da imaginação, em meio à incapacidade da comunidade internacional e de suas leis de impedir essa tragédia". Ele acrescentou: "Que Deus tenha misericórdia dos jornalistas Anas Al-Sharif, Mohammed Qreiqeh e seus colegas".[29]
- Reino Unido: Um porta-voz do primeiro-ministro Keir Starmer afirmou que o governo estava "profundamente preocupado com os repetidos ataques a jornalistas em Gaza".[35][36]
- União Europeia: A Alta Representante da União para os Negócios Estrangeiros e a Política de Segurança, Kaja Kallas, pediu a Israel que "apresentasse provas claras, no respeito pelo Estado de direito", relativamente à sua alegação de que Al-Sharif era um agente do Hamas, a fim de "evitar que jornalistas fossem alvo de ataques".[37]
- Nações Unidas: Secretário-geral António Guterres condenou o assassinato dos jornalistas e pediu uma "investigação independente e imparcial", de acordo com um comunicado divulgado por seu porta-voz Stéphane Dujarric.[37] Diretora-geral da UNESCO, Audrey Azoulay, também condenou o ataque,[38] enquanto o escritório de direitos humanos das Nações Unidas descreveu o ato como uma violação do direito internacional[32] O chefe da UNRWA, Philippe Lazzarini, disse: "O exército israelense continua a silenciar as vozes que relatam atrocidades em Gaza".[29] O UNHCR também emitiu uma declaração condenando os assassinatos no X, dizendo que foi uma "grave violação do direito internacional humanitário" e pediu "acesso imediato, seguro e sem obstáculos a Gaza para todos os jornalistas".[35]

## Consequências
Após seu assassinato, uma declaração pré-escrita, descrita como o "testamento" de Al-Sharif, foi publicada em sua conta no X. Ela dizia, em parte: "Se estas palavras chegarem até você, saiba que Israel conseguiu me matar e silenciar minha voz"". A publicação expressava sua tristeza por não poder ver seus filhos crescerem e descrevia como ele testemunhou a morte de crianças em Gaza por bombas israelenses. Terminava com um apelo para "não esquecer Gaza" e "não me esquecer em suas sinceras orações por perdão e aceitação".
Na manhã seguinte, foi realizado um funeral para os cinco jornalistas no Hospital Al-Shifa, com a presença de centenas de pessoas enlutadas, com os corpos envoltos em lençóis brancos. As relações diplomáticas entre Israel e o Qatar (país anfitrião da Al Jazeera) deterioraram-se após o ataque.

### Investigação
O CPJ afirmou que Israel não apresentou "provas credíveis" para sustentar a acusação de que Al-Sharif era um agente do Hamas. A Al Jazeera e órgãos de vigilância da mídia acusaram Israel de usar alegações não comprovadas para justificar o assassinato, uma tática que o CPJ descreveu como uma "campanha de difamação" para "fabricar consentimento" para atacar jornalistas. A falta de transparência e o padrão de mortes de jornalistas geraram pedidos por investigações independentes sobre o ataque. O Tribunal Penal Internacional (TPI) já havia sido instado a investigar os ataques a jornalistas em Gaza como possíveis crimes de guerra, mas nenhuma investigação específica sobre o assassinato de Al-Sharif foi confirmada desde sua morte.
Quatro dias após o assassinato de Al-Sharif, em 14 de agosto de 2025, as revistas israelenses +972 e Local Call revelaram que as IDF operam uma unidade específica, a Célula de Legitimização, encarregada de encontrar evidências que possam ser usadas para ligar jornalistas, incluindo Al-Sharif, ao Hamas, a fim de justificar sua morte para fins de relações públicas.
A Fundação Hind Rajab e o Centro Palestino para os Direitos Humanos afirmaram que irão apresentar uma queixa ao TPI sobre o ataque que matou Al-Sharif. Eles acusam os membros da cadeia de comando envolvidos no ataque de crimes de guerra e genocídio. Entre os acusados estão o chefe do Estado-Maior das FDI, Eyal Zamir, o Comandante da Força Aérea, Tomer Bar, e o porta-voz de língua árabe das FDI, Avichay Adraee.